# Constantin Cândea
Constantin Cândea (n. 15 decembrie 1887, Mărgineni, județul Bacău – d. 4 martie 1971, București) a fost profesor universitar doctor inginer în chimie, rectorul Universității Politehnica Timișoara - fostă Școala Politehnică din Timișoara între anii 1946-1947.

## Biografie
Constantin Cândea s-a născut la 15 decembrie 1887 în comuna Mărgineni, Bacău.
A absolvit Liceul „Principele Ferdinand” (actualul Colegiul Național „Ferdinand I”) din Bacău în anul 1907, iar în 1911 a terminat Königlich Bayerische Technische Hochschule München (actualmente Technische Universität München).

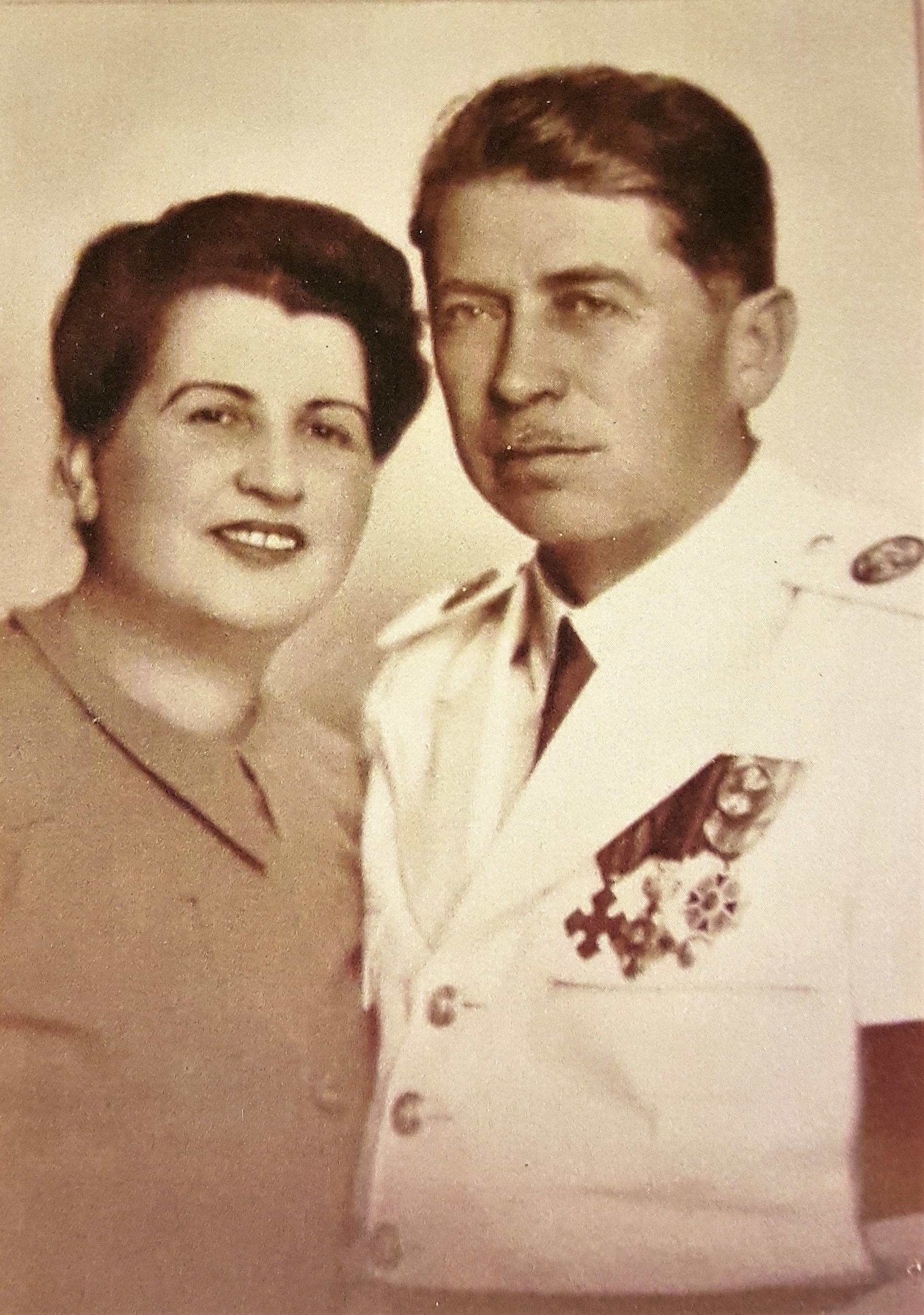
Constantin Cândea și Maria (Antoniade) Cândea

A fost căsătorit cu Maria (Antoniade) Cândea (n. 2 octombrie 1889, Galați – d. 16 aprilie 1974, București), profesoară de limba franceză cu studii superioare în Franța, cea care a înființat la 10 noiembrie 1918 și condus ca directoare Școala Normală de Fete „Regina Maria” din Ploiești, actualul Colegiu Național Pedagogic „Regina Maria”.
În primul an de activitate al Școlii Politehnice din Timișoara, înființată în urma Decretului Regal Nr. 4822 din 11 noiembrie 1920 al Regelui Ferdinand, prof. dr. ing. Constantin Cândea a creat laboratorul de chimie, iar prof. dr. ing. Constantin Stăncescu a inițiat laboratorul de fizică.
A fost membru corespondent al Academiei de Științe din România începând cu 21 decembrie 1935 și membru titular începând cu 20 decembrie 1936
Prof. univ. dr. ing. Constantin Cândea a fost rectorul Universității Politehnica Timișoara - fostă Școala Politehnică din Timișoara între anii 1946-1947.
Constantin Cândea a decedat la 4 martie 1971 la București la 83 de ani. Este înmormântat la Cimitirul Bellu figura 4.

## Lucrări
Constantin Cândea a publicat numeroase lucrări între care:
- Separarea metalelor din grupa de cupru (Analytical and Bioanalytical Chemistry, vol.96, no.7, ISSN: 1618-2642 (Print) 1618-2650 (Online), pp. 276–276, 1934)
- Pentru separarea sulfurilor acide de ceilalți compuși ai precipitatului sulfurat (Fresenius Journal of Analytical Chemistry, vol.97, no.3, ISSN: 0937-0633 (Print) 1432-1130 (Online), pp. 118–118, 1934)
- Pentru separarea sulfurilor acide de ceilalți compuși ai precipitatului sulfurat (Analytical and Bioanalytical Chemistry, vol.97, no.3-4, pp. 118–118, 1934)
- Plumbul (Analytical and Bioanalytical Chemistry, vol.110, no.5, pp. 206–208, 1937)
- Analiza calitativă (Analytical and Bioanalytical Chemistry, vol.108, no.9, pp. 340–345, 1939)
- Produse petroliere: combustibili (Analytical and Bioanalytical Chemistry, vol.118, no.5, pp. 208–222, 1939)
- Gazul metan în legătură cu apărarea națională[8][9] (Buletinul Academiei de Științe din România nr.10, 1942)
- Condensarea oxibenzaldehidei și nitrobenzaldehidei cu 2,7 dinitrofluorura (European Journal of Inorganic Chemistry, vol.75, nr.12, ISSN: 1434-1948 (print) 1099-0682 (Online), pp. 2017–2018, 1942)
- Compuși organici cu azot (Analytical and Bioanalytical Chemistry, vol.125, no.1, pp. 48–57, 1943)
- Reacția gazului metan cu clorura de zinc (Angewandte Chemie, vol.56, no. 35-36, ISSN 0044-8249 (Print) 1521-3757 (Online), pp. 247–248, 1943)